# Petrochromis
Petrochromis (von griechisch: „petra“ = Fels; + Chromis, eine Gattung der Riffbarsche in die früher auch Buntbarsche eingegliedert wurden) ist eine Buntbarsch-Gattung, die endemisch im Tanganjikasee in Ostafrika vorkommt.

## Merkmale
Petrochromis-Arten werden 15 bis 21 cm lang und sind die am stärksten an das Abweiden von Aufwuchs angepasste Buntbarschgattung des Tanganjikasees. Der Kopf ist relativ groß, das Maul ist endständig, setzt tief an und ist breit. Die breiten Lippen sind mit zahlreichen Zähnen besetzt. Der Körper ist ein wenig gestreckt und seitlich leicht abgeflacht. Im Unterschied zum nah verwandten Tropheus moorii sind Petrochromis-Arten im Allgemeinen unscheinbar gefärbt. Der Verdauungstrakt erreicht das zehnfache der Fischlänge. Rückenflosse, Afterflosse und die Bauchflossen laufen spitz aus und sind manchmal etwas verlängert.

## Lebensweise
Petrochromis-Arten leben eng an die Felsküsten gebunden und ernähren sich von Fadenalgen, sowie von Kieselalgen, Muschelkrebsen und einzellige Algen, die sie aus den Fadenalgen mit ihrem spezialisierten Gebiss herauskämmen. Sie sind revierbildend und gegeneinander aggressiv.

## Fortpflanzung
Petrochromis-Arten sind agame Maulbrüter, d. h. nur ein Geschlecht, in diesem Fall das Weibchen, übernimmt die Maulbrutpflege. Die Paarung findet an einem geschützten Ort im Territorium des Männchens statt. Das Weibchen legt einige Eier und nimmt diese anschließend ins Maul, wo sie vom Männchen befruchtet werden. So werden insgesamt 10 bis 20 Eier abgelegt und befruchtet. Bis zum ersten Verlassen des Mauls, die Jungfische sind dann etwa 2 cm lang, werden Eier und Jungfische für etwa 30 Tage im Maul geschützt.

## Systematik
Es gibt 8 beschriebene Arten:

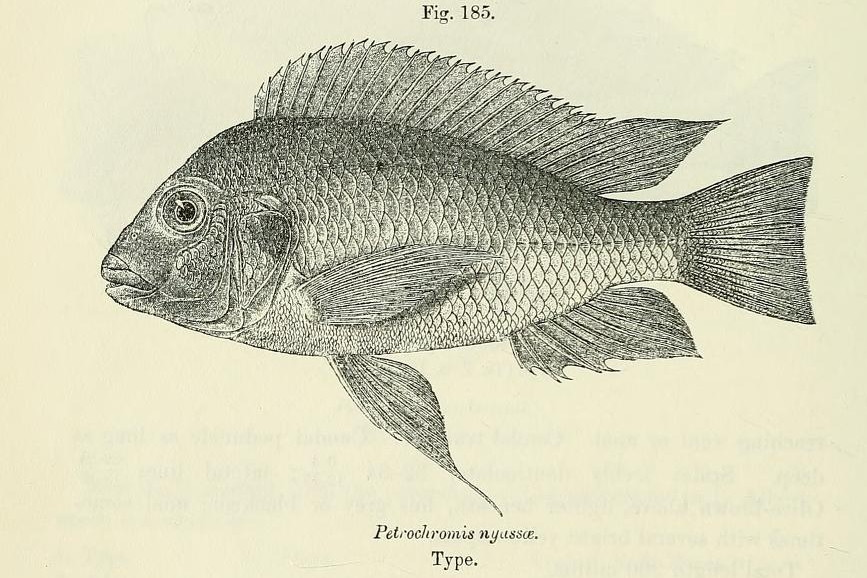
Petrochromis polyodon, die Typusart der Gattung Petrochromis

- Petrochromis ephippium Brichard, 1989
- Petrochromis famula Matthes & Trewavas, 1960
- Petrochromis fasciolatus Boulenger, 1914
- Petrochromis horii Takahashi & Koblmüller, 2014
- Petrochromis macrognathus Yamaoka, 1983
- Petrochromis orthognathus Matthes, 1959
- Petrochromis polyodon Boulenger, 1898
- Petrochromis trewavasae Poll, 1948